# ستنيسو دوبويس
ستنيسو دوبويس (بالبولندية: Stanisław Dubois)‏ هو صحفي وسياسي بولندي، ولد في 9 يناير 1901 في وارسو في بولندا، وتوفي في 21 أغسطس 1942 في معسكر أوشفيتز بيركينو في بولندا. نشط حزبياً في Polish Socialist Party ‏.